# Abaucourt
Abaucourt är en kommun i departementet Meurthe-et-Moselle i regionen Grand Est (tidigare regionen Lorraine) i nordöstra Frankrike. Kommunen ligger i kantonen Nomeny som tillhör arrondissementet Nancy. År 2022 hade Abaucourt 327 invånare.

## Befolkningsutveckling
Antalet invånare i kommunen Abaucourt
| Referens: INSEE |